# Alfredo Bai

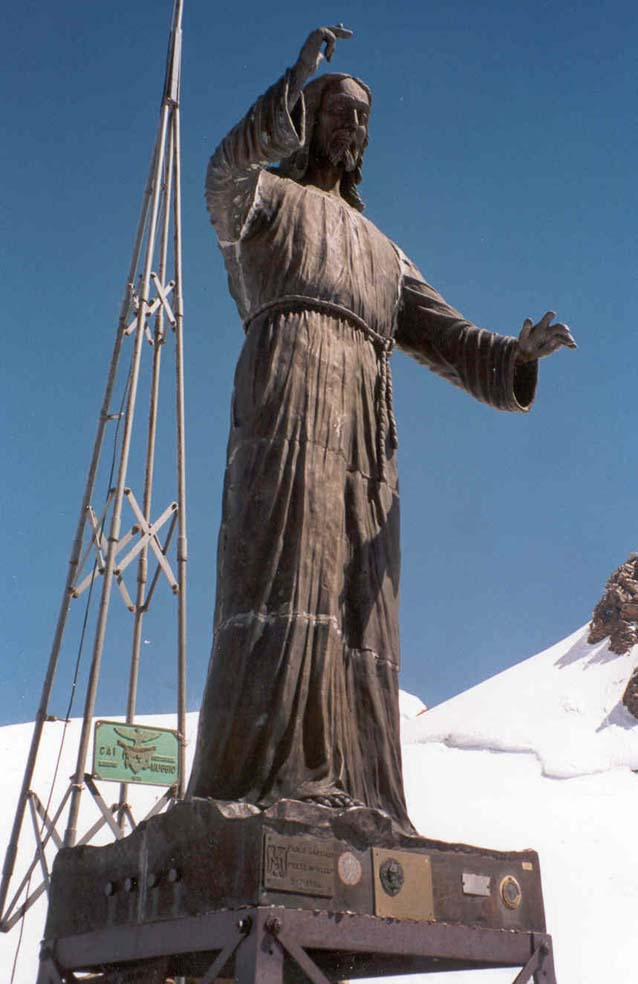
Christusstatue Cristo delle Vette auf dem Balmenhorn

Alfredo Bai (* 27. November 1913 in Turin; † 1980 in San Bernardino di Trana) war ein italienischer Künstler.
Sein bekanntestes Werk ist eine überlebensgroße bronzene Christusstatue (Cristo delle Vette). Sie wurde am 4. September 1955 auf dem Balmenhorn in den Walliser Alpen errichtet.